# .ag
.ag è il dominio di primo livello nazionale assegnato ad Antigua e Barbuda.
Alcune società tedesche hanno registrato un dominio .ag in quanto abbreviazione di Aktiengesellschaft.